# 横浜市交通局400型電車
横浜市交通局400型電車（よこはましこうつうきょく400がたでんしゃ）は、かつて横浜市交通局が所有していた路面電車である横浜市電の電車
。

## 概要
1925年に東京瓦斯電気で製造された300型310〜329は設計変更点が多く、翌年に400型400〜419に改番された。1926年には横浜船渠で増備車である420〜431が登場した。

## 運用
401〜426は1926年に杉田線直通用にシングルポール対応の帰線用特殊フックが設置されている。また426と427は1929年に東白楽〜六角橋間に封じ込めて運用したことに伴いパンタグラフ化されているが、東横電鉄高架化で孤立線が解消したことでポール集電に戻されている。
空気制動を設けていたため比較的大事に使われた。空襲による消失車は6両であり電動貨車に改造された。残った車両は空番を埋め401〜426となった。また廃車17両は台車を700型に流用(新製時ではない)されている。1966年形式消滅。

## 保存
廃車時には4両が保存されたが他の路面電車の保存車と同じように荒廃が進み撤去され保存車は現存しない。